# アルゼンチン航空322便墜落事故
アルゼンチン航空322便墜落事故（アルゼンチンこうくう322びんついらくじこ）は、1961年11月23日に発生した航空事故である。ヴィラコッポス国際空港からピアルコ国際空港へ向かう予定であったアルゼンチン航空322便（コメット4）が離陸直後に墜落し、乗員乗客52人全員が死亡した。

## 事故機
事故機のコメット4（LV-AHR）は製造番号6430として製造されて1960年に初飛行した機体で、エンジンはロールス・ロイス エイヴォン 524を搭載していた。

## 事故の経緯
322便はエセイサ国際空港からヴィラコッポス国際空港、ピアルコ国際空港を経由してジョン・F・ケネディ国際空港へと向かう予定であった。
322便は5時38分にヴィラコッポス国際空港を離陸し、ピアルコ国際空港へと向かった。高度約100メートルに達した後、322便は高度を下げてユーカリの木に衝突し、衝撃で燃料タンクが爆発した。この事故で乗員乗客52人全員が死亡した。

## 事故調査
事故調査は、事故の発生したブラジルと事故機の登録国であったアルゼンチンによって行われた。
事故当時の気象条件は「高度400メートルの地点に雲量7/8の層積雲、2,100メートルの地点に雲量8/8の高層雲がある」というものであった。しかし、ブラジル航空省によればこの気象条件は事故と関係ないという。また、事故調査の結果副操縦士はコックピットの左席に座っていたことが判明し、これは322便の運航中に副操縦士が機長から飛行指導を受けていたことを示していると事故調査官は考えた。
ブラジル航空省は以下のように事故原因を推定した。
副操縦士は飛行指導を受けていたと考えられる。もしそうだとするならば、教官である機長が副操縦士に対して適切な説明や監督を怠った可能性がある。
また、アルゼンチン政府は以下の声明を発表した。
アルゼンチンは、収集した情報に照らして事故原因を「機長が注意を怠ったことにより、IFRによる飛行が必要となる気象条件の中でIFRを使用せずに離陸したこと、及びコメット4の上昇手順に従っていなかったこと。」だと断定した。